# Обобщённое распределение Пуассона на локально компактной абелевой группе
Обобщенное распределение Пуассона на локально компактной абелевой группе распространяет понятие классического распределения Пуассона на прямой на локально компактные абелевы группы.
Пусть {\displaystyle X} — локально компактная абелева группа, {\displaystyle Y} ее группа характеров, {\displaystyle (x,y)} — значение характера {\displaystyle y\in Y} на элементе {\displaystyle x\in X}. Пусть {\displaystyle F} — конечная неотрицательная мера на {\displaystyle X}. Обобщенным распределением
Пуассона, ассоциированным с мерой {\displaystyle F}, называется сдвиг распределения {\displaystyle e(F)} вида
{\displaystyle e(F)=\exp\{-F(X)\}\left(E_{0}+F+{F^{*}2 \over 2!}+\dots +{F^{*}n \over n!}+\dots \right)},
где {\displaystyle E_{0}} − вырожденное распределение, сосредоточенное в нуле группы {\displaystyle X}.
Распределение {\displaystyle e(F)} —  бесконечно делимо. Характеристическая функция распределения {\displaystyle e(F)} имеет вид
{\displaystyle {\widehat {e(F)}}(y)=\exp \left\{\int _{X}[(x,y)-1]dF(x)\right\}}.